# Henry Hyndman

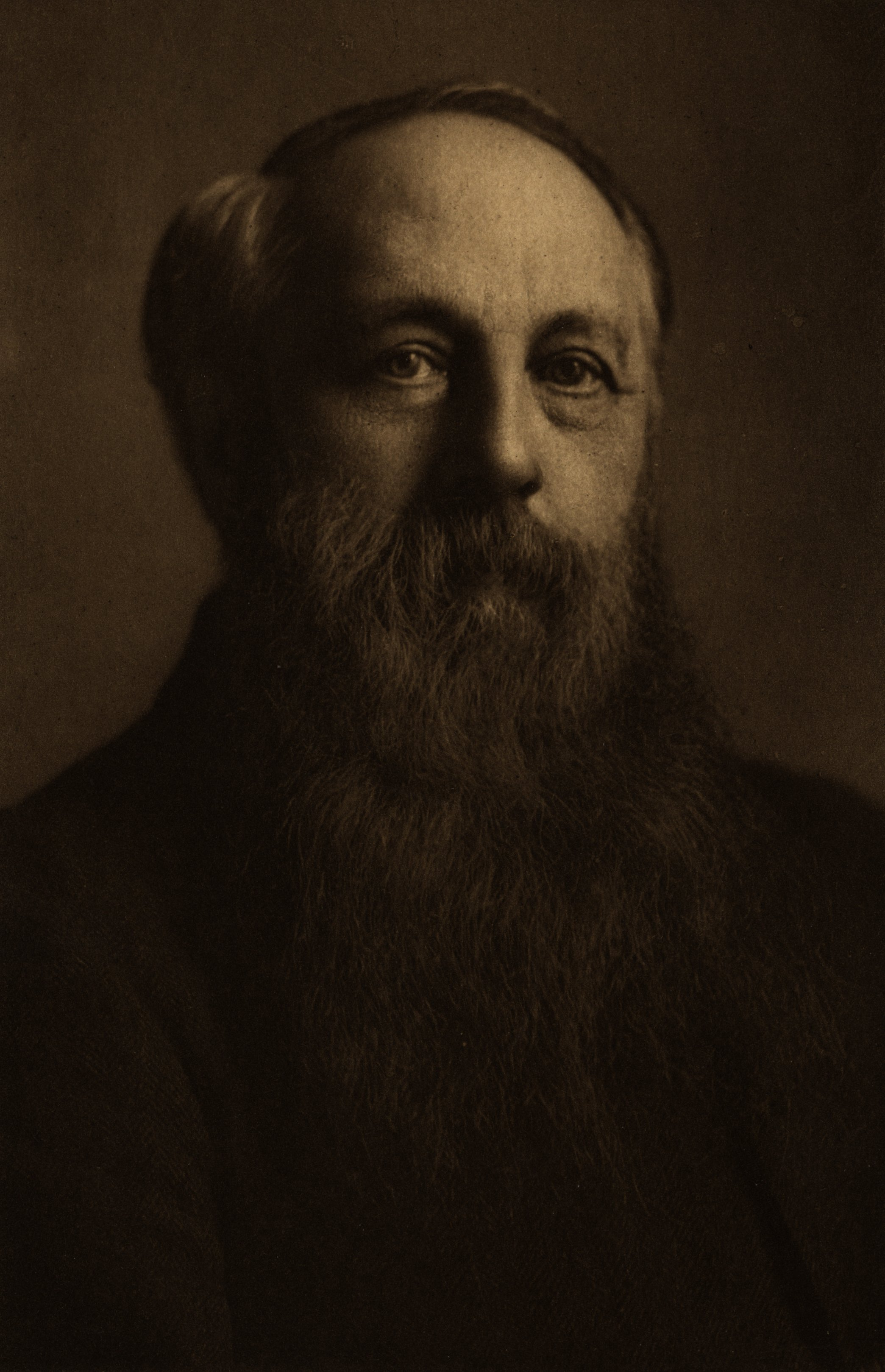
Henry Mayers Hyndman

Henry Mayers Hyndman (* 7. März 1842 in London; † 22. November 1921 in London) war ein englischer Schriftsteller und Politiker. Er war Mitbegründer der Social Democratic Federation und später der National Socialist Party.

## Leben
Hyndman wurde als Sohn eines wohlhabenden Geschäftsmannes in London geboren. Nach einer schulischen Ausbildung im eigenen Elternhaus schrieb er sich am Trinity College in Cambridge ein. Nach dem Abschluss im Jahr 1861 studierte er zwei Jahre lang Jura und arbeitete danach als Journalist. Hyndman verkehrte auch in den Kreisen der britischen Aristokratie und war Teil des wohlhabenden Londoner Bürgertums. Entsprechend seiner Herkunft und den Kreisen, in denen er verkehrte, war Hyndman ein ausgezeichneter Cricket-Spieler und trat unter anderem für Cambridge und den Marylebone Cricket Club in diversen Spielen an. Seine materielle Absicherung ermöglichte ihm auch diverse Auslandsreisen.
Im Januar 1866 fuhr Hyndman von Marseille über Livorno in die damalige italienische Hauptstadt Florenz. Er bereiste Italien und zeigte sich vor allem von der geschichtsträchtigen Stadt Rom beeindruckt. Als im Mai die Nachricht über einen Krieg zwischen Preußen und Österreich aufkam und sich bald abzeichnete, dass Italien dies nutzen werde, um Venedig aus der Herrschaft Österreichs zu lösen, begann Hyndman als Journalist für die konservative Pall Mall Gazette vom Schauplatz des nun als „Deutscher Krieg“ bezeichneten Konflikts zu berichten. Bei dieser Arbeit traf er auch die Führer der nationalistischen Bewegung Italiens, darunter Giuseppe Garibaldi, und war bald von deren Anliegen überzeugt. Später reiste Hyndman als Journalist um die Welt. Er betonte dabei die Erfolge und Vorteile des britischen Imperialismus und kritisierte die Forderungen nach Selbstverwaltung und Autonomie für Irland (Home Rule).

## Politik

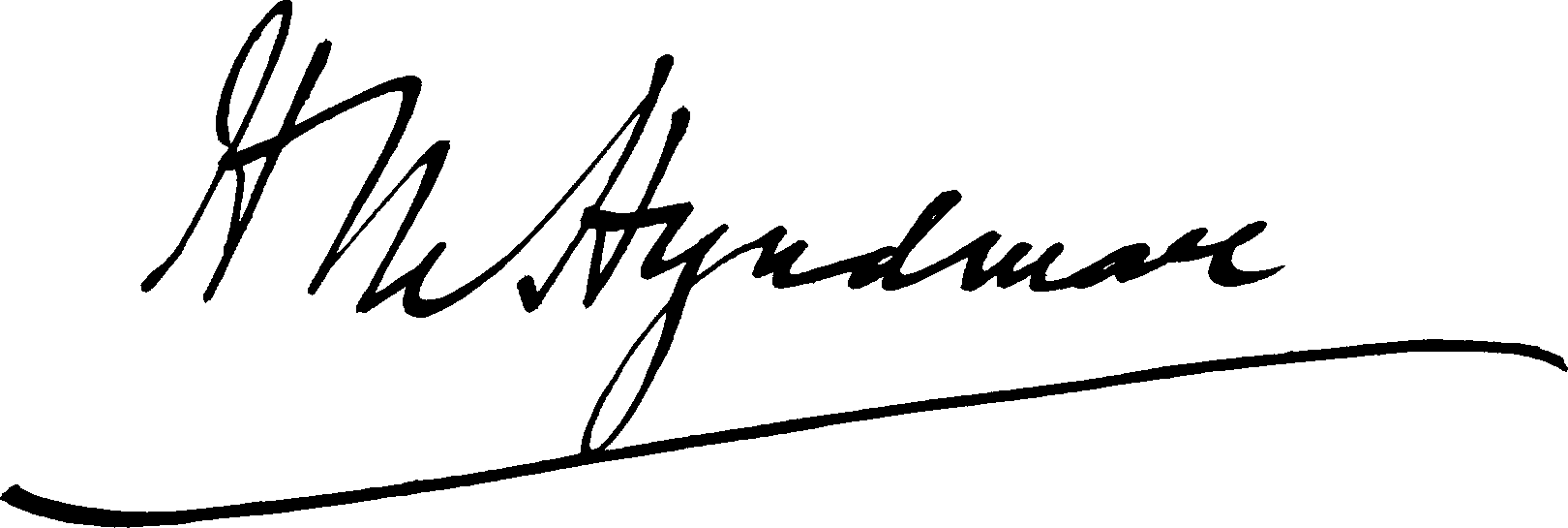
Hyndmans Unterschrift

Zu Beginn der politischen Karriere Hyndmans fand sich keine Partei, für die er sich engagieren wollte. Er ließ sich daraufhin 1880 als unabhängiger Kandidat im Londoner Stadtteil St. Marylebone aufstellen. William Ewart Gladstone bezeichnete Hyndman als Tory, woraufhin dieser kaum Unterstützung fand und sich schließlich zurückzog.
Kurz nach der Wahl wurde Hyndman durch ein Buch über Ferdinand Lassalle auf den deutschen Führer der Arbeiterbewegung aufmerksam. Hyndman begann, sich mehr über Lassalle anzueignen. Schließlich las er das Kommunistische Manifest und war, trotz einiger Zweifel, tief von der Marxschen Analyse des Kapitalismus beeindruckt. Einen besonderen Eindruck auf Hyndman und andere britische Sozialisten hinterließ in den 1880er Jahren Das Kapital.
In der Folge engagierte sich Hyndman für die Gründung einer ersten sozialistischen Partei in Großbritannien. Am 7. Juni 1881 fand die Gründungskonferenz der Social Democratic Federation (SDF) statt. Viele Sozialisten zweifelten an Hyndman, da dieser in der Vergangenheit oft ein Gegner sozialistischer Ideen war. Trotzdem fanden sich prominente Unterstützer der SDF, wie William Morris, George Lansbury oder Eleanor Marx. Friedrich Engels hingegen betrachtete die Partei und Hyndman weiterhin mit Skepsis.
1881 schrieb Hyndman eine erste englische populärwissenschaftliche Zusammenfassung des ersten Bandes von Karl Marx’ Kapital, die den Titel England for All führte. Marx war über die Verhunzung seines Werkes empört. Hyndmans Buch verkaufte sich aber eine kurze Zeit lang gut, bis die englische Ausgabe des Kapitals erschien. 1883 folgte „Socialism Made Plain“, das die Grundideen der SDF darstellte und wenig später gründete Hyndman mit anderen die Zeitung Justice als Zentralorgan der SDF.
Bei den Unterhauswahlen 1885 nahmen Hyndman und der SDF-Politiker Henry Hyde Champion 340 Pfund Sterling von den Tories an, unter der Bedingung, dass sie in Hampstead und Kensington Kandidaten aufstellen würden. Die Kandidatur sollte die Liberalen schwächen, die damals in vielen Wahlkreisen Vertreter der Gewerkschaften aufstellten ("Lib Lab"). Der Plan ging nicht auf, da die SDF-Kandidaten kaum Stimmen erhielten. Hyndman und Champion standen daraufhin im Ruf, bestechlich zu sein. Trotz aller Konflikte beteiligte sich Hyndman aktiv an den Vorbereitungen einer eigenständigen parlamentarischen Plattform für Vertreter der Arbeiterbewegung, das Labour Representation Committee aus dem später die Labour Party hervorging. Hintergrund für den Ruf nach einer eigenen Arbeitervertretung war eine zunehmende Unzufriedenheit über die Politik der Liberalen während der letzten Jahre der Gladstone-Ära und danach. Allerdings verließ die SDF das LRC bald wieder. Nach Richtungsstreiten in der Partei wandelte Hyndman die SDF 1911 in die British Socialist Party um, während ein großer Teil der SDF-Mitglieder in die deutlich weniger sektiererische Independent Labour Party wechselte.

## Kontroversen

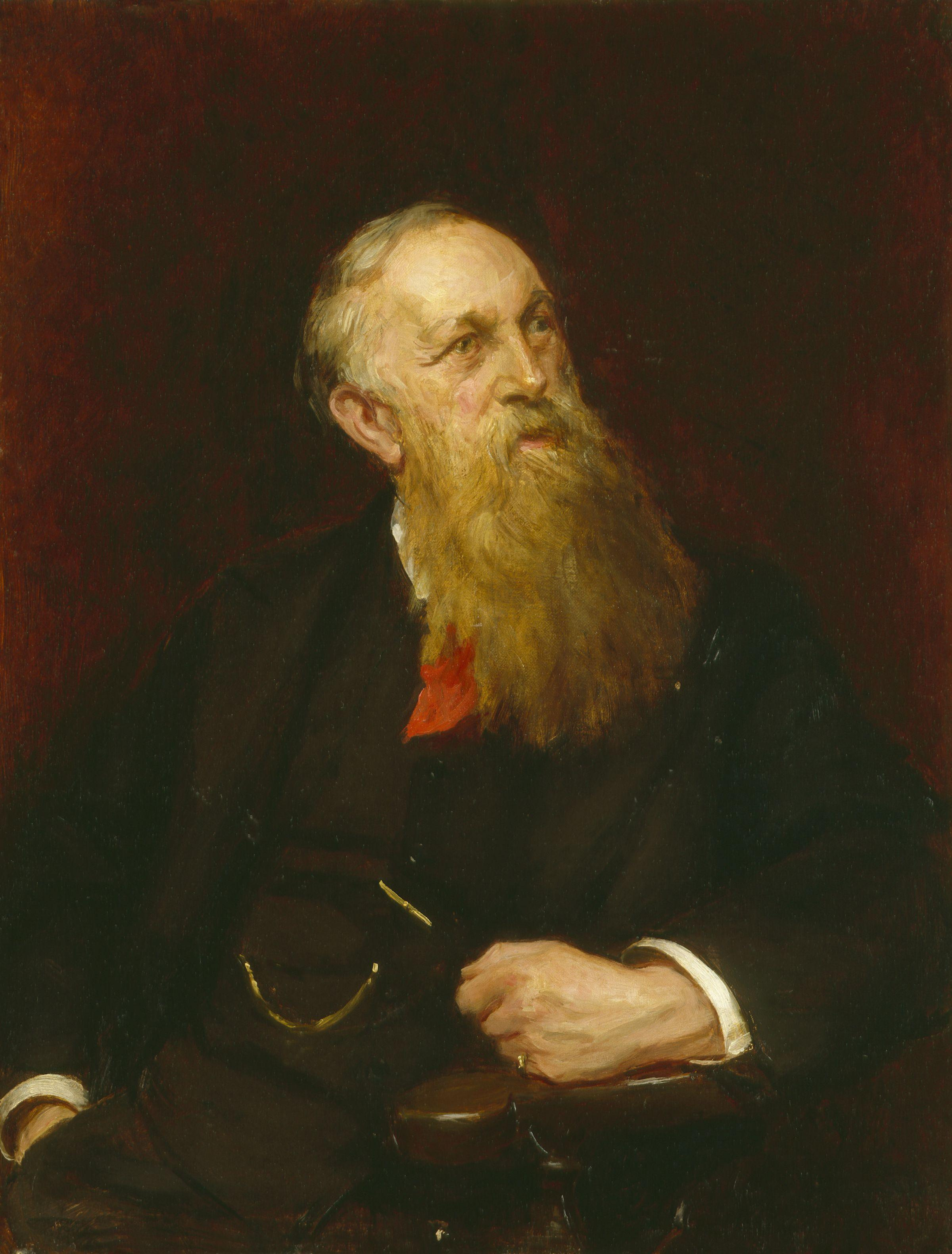
Porträt Hyndmans von Sydney Prior Hall, ca. 1914

Hyndmans Führungsqualitäten wurden oft in Frage gestellt. Er galt als sehr autoritär und griff in parteiinterne Debatten herrisch ein. 1884 sprach ihm eine knappe Mehrheit in der SDF das Misstrauen aus. Als sich Hyndman weigerte, die Ämter niederzulegen, hatte dies den Austritt vieler Mitglieder zur Folge, unter anderem den von William Morris und Eleanor Marx. Hyndman entwickelte schon sehr früh nationalistische und chauvinistische Einstellungen, die sozialistischen Ideen oftmals widersprachen. Er setzte sich für das Britische Empire ein und vertrat spätestens seit der ersten Marokkokrise eine stark deutschfeindliche Haltung. Aufgrund seiner oftmals undurchdachten Äußerungen und seines sektiererischen Verhaltens bezeichnete ihn etwa Eduard Bernstein, der lange in Großbritannien lebte, als „Esel“: „Die Fabians haben eine gute Seite, sie hängen nicht an der Phrase, sondern gehen den Sachen auf den Grund. Dadurch kommen sie in der Praxis dem Marxismus sehr viel näher als fast alle hiesigen ‚Marxisten‘ vom Esel Hyndman angefangen bis zum Philosophen Bax und dem Poeten Edward Aveling.“ 
 Auch gab Hyndman in seinen Beiträgen vor allem zu Beginn des 20. Jahrhunderts stark antisemitische Töne von sich. Edmund Silberner betonte allerdings in seinem Buch „Sozialisten zur Judenfrage“, dass Hyndman nicht als voller Antisemit bezeichnet werden kann. Entsprechend Hyndmans Haltungen zum Empire und zum Deutschen Kaiserreich unterstützte er 1914 die britische Kriegspolitik, vergleichbar mit der Burgfriedenspolitik der deutschen Sozialdemokratie. Wie in anderen europäischen Ländern, spaltete die Kriegsfrage auch die britische Arbeiterbewegung und Hyndman gründete die National Socialist Party, welche allerdings trotz des Namens mit der deutschen NSDAP keine inhaltlichen Überschneidungen hatte.

## Werke (Auswahl)
- The text-book of democracy. England for all. Dedicated to the democratic and working mens clubs of Great Britain and Ireland. E.W. Allen, London 1881
- The coming Revolution in England.  W. Reeves, London 1882
- The historical basis of socialism in England. Paul, Trench, London 1883
- The bankruptcy of India. An enquiry into the administration of India under the crown. Including a chapter on the silver question. Sonnenschein, Lowrey & Co., London 1886
- Socialism and slavery. Sec. ed. W. Reeves, London 1889
- Eight hours' Movement.Verbatim report of a debate between H. M. Hyndman and C. Bradlaugh. Freethought Publ. Co., London 1890
- Eleanor Marx. In: Justice, London 9. April 1898
- The Record of an adventurous life.  Macmillian and Co, London 1911
- Further Reminiscences. Macmillian and Co, London 1912
- The Future of democracy. Allen & Unwin, London 1915
- Clemenceau, the man and his time. Grant Richards, London 1919